# Sorbus cuspidata
Sorbus cuspidata là loài thực vật có hoa trong họ Hoa hồng. Loài này được (Spach) Hedl. miêu tả khoa học đầu tiên năm 1901.